# Hyden, Kentucky
Hyden är administrativ huvudort i Leslie County i delstaten Kentucky, USA. År 2010 hade orten 365 invånare. Den har enligt United States Census Bureau en area på 2,1 km², allt är land.

## Kända personer från Hyden
- John Hensley, skådespelare